# Utopia (gletsjer)
Utopia is een gletsjer op Antarctica op Alexandereiland.
De gletsjer is vernoemd naar Utopia Planitia op Mars, de landingsplaats van de NASA Viking 2-lander op 3 september 1976. Reden van de vernoeming was dat de Mars Oasis-onderzoeksgroep op de gletsjer naar leven zocht, net als de lander op Mars.